# فولمودستون
فولمودستون (به انگلیسی: Fulmodeston) یک روستا و محله مدنی در بریتانیا است که در North Norfolk واقع شده‌است. فولمودستون ۱۵٫۰۴ کیلومتر مربع مساحت و ۴۴۲ نفر جمعیت دارد.